# Nicolas Collin
Pour les articles homonymes, voir Collin.
Nicolas Collin, né en 1998, est un grimpeur belge.

## Biographie
Il  remporte aux Championnats d'Europe d'escalade 2020 à Moscou sa première médaille continentale avec la médaille d'argent en difficulté.

## Palmarès

### Jeux mondiaux
- 2022 à Birmingham,  États-Unis
  -  Médaille d'or en bloc

### Championnats d'Europe
- 2020 à Moscou,  Russie
  -  Médaille d'argent en difficulté